# Lugo di Vicenza
Lugo di Vicenza (Lugo in veneto) è un comune italiano di 3 520 abitanti della provincia di Vicenza in Veneto.

## Geografia fisica
Il territorio è attraversato dal fiume Astico (l'acqua a Lugo è perenne), nella parte inferiore sud-ovest, a ovest nelle colline delle Bregonze condividendo con Chiuppano la cima più elevata 408 s.l.m., la pedemontana con il monte Uliveto con la Chiesa di San Pietro e la parte  sud dell'Altopiano dei Sette Comuni con monte Mazze 1407 metri s.l.m., montagna più alta e vasta della zona di Granezza. La località Bocchetta Granezza di Lugo alle pendici di monte Mazze  è un importante quadrivio  dove convergono strade da Asiago, da Calvene, da monte Mazze, da Lusiana, è una località strategica, anche per il suo parcheggio, dista dal municipio di Lugo capoluogo, 23 chilometri. Località Granezza di Lugo 1248 s.l.m, sulla piana di Granezza. Località Granezzetta dista 26 chilometri dal municipio di Lugo. Località Casello del Guardia 1257 metri sul livello del mare, dove si può godere un panorama straordinario sulla pianura veneta, dista 21 chilometri dal municipio di Lugo. Località cima Monte Mazze 1407 metri sul livello del mare, dista 26 chilometri dal municipio di Lugo. Località Malga Mazze Superiori alle pendici di monte Mazze dista 24 chilometri dal municipio di Lugo. Malga Mazze Inferiori, alle pendici di monte Mazze, dista 23 chilometri dal municipio di Lugo, località Malga Useke di Lugo, con grandi pascoli e panorami splendidi. Il territorio di Lugo va dai 120 s.l.m. della località lago della Campagnola nella parte più a sud del comune a località cima monte Mazze 1407 metri s.l.m. Il centro storico e il palazzo comunale si trovano a 203 metri s.l.m. Vanno ricordate anche malga Vanzo e malga Tena.
Con un territorio variegato di cocuzzoli, valli e vallette presenta un aspetto collinare e montano, l'uno di natura prevalentemente vulcanica, l'altro calcareo-glaciale, separati fra loro lungo l'asse est-ovest dalle due profonde valli della Mare e della Mortisa. Le colline sono ancora oggi, in piccola parte, coltivate, favorite da un clima mite che consentirebbe lo sviluppo della vite e dell'ulivo, dei ciliegi e ancora importanti i boschi di castagno. I tratti boscosi si fanno via via più estesi con l'altitudine: in basso la roverella, poi salendo il carpino nero, la robinia e il castagno; sulla montagna il faggio e l'abete si alternano ai pascoli. A quota 1060 metri s.l.m. in zona Vanzo, località Casare del Broca, c'è il più grande e maestoso faggio del Veneto, alto 26 metri e con una circonferenza di 5,45 m. Splendido il colle di Lonedo con le sue ville e parchi sono bene mondiale dell'Umanità UNESCO, molto conosciuto anche per i giacimenti di minerali preziosi come rubini e zirconi.

## Origini del nome
Il nome Lugo deriva dal latino lucus, ovvero bosco sacro. Fino a qualche secolo fa il territorio di Lugo era coperto da boschi, da qui il nome di alcune vie e contrade della zona collinare, come Boschetti, Roveri. L'altimetria del territorio va da 120 metri s.l.m. della Campagnola, ai 408 metri s.l.m. di cima Bregonze, ai 203 metri s.l.m. della sede Comunale, ai 1407 metri s.l.m. di cima monte Mazze, il più alto rilievo della zona di Granezza.

## Storia

### Epoca antica
Nel territorio di Lugo le prime tracce dei primi insediamenti umani risalgono all'epoca preistorica, come documentano i reperti, databili intorno al V millennio a.C., rinvenuti in località Lonedo all'interno di alcune grotte naturali, i “covoli”.
Si ritiene che in epoca romana vi sia stato un insediamento stabile, come testimoniano sia le numerose monete dell'epoca repubblicana ed imperiale ritrovate lungo l'Astico e sul colle di San Pietro, sia il toponimo di Lugo, che si ritiene derivato da lucus, ossia bosco sacro.

### Medioevo
Nel 917 tutto il territorio compreso tra la riva sinistra dell'Astico e quella destra del Brenta, incluso l'Altopiano di Asiago, fu donata dall'imperatore Berengario al vescovo di Padova Sibicone, con l'obbligo di costruire castelli e opere di difesa contro le incursioni degli Ungari.
Intorno al X secolo, l'abitato di Lugo era dotato di una struttura difensiva definita “castello” e posizionata sull'altura dove oggi sorge la chiesa di San Pietro, luogo ideale per il controllo della valle sottostante. Del castello non è nota l'origine, ma considerata l'esistenza della chiesetta si può pensare al consueto incastellamento di una chiesa contro le incursioni degli Ungari.
È probabile che ai primi del Duecento il castello avesse da tempo cessato di esistere: la divisione dei beni fatta da Ezzelino il Monaco nel 1223 in favore dei figli non fa cenno all'esistenza di un castello a Lugo (l'area di Lugo, Fara e Salcedo era stata in quell'occasione assegnata ad Ezzelino III).
Nel 1034 la curtis de Luco apparteneva alle benedettine del monastero padovano dei Santi Pietro e Stefano, che qui avevano un monastero intitolato a san Lorenzo.
Da ricordare per le sue origini anche la contrada di Lonedo, che fino al 1260, come scrive il Maccà, costituiva Comune a parte. Nel 1390 Lugo, separatosi da Calvene con cui era unito fino a quel momento, divenne Comune autonomo; ad esso nel Cinquecento vennero ceduti da Calvene anche Serra e Volpente.
Durante il Basso Medioevo Lugo e Lonedo subirono — come tutto il territorio vicentino — i successivi domini di Ezzelino III da Romano che qui aveva molte proprietà, dei vicentini, dei padovani, degli Scaligeri e dei Visconti, fino alla dedizione alla Repubblica di Venezia avvenuta nel 1404, come tutto il territorio vicentino. A partire da quest'epoca, a Lugo ebbero le proprietà vari monasteri e le famiglie vicentine: Leuco, Pigafetta, Godi, Piovene-Porto.

### Epoca moderna
I lunghi secoli di pace garantiti dalla Serenissima furono caratterizzati dalla povertà della popolazione e funestati da drammatiche pestilenze; quella del 1629-30, in cui morirono oltre 100 persone, ha lasciato il ricordo nel toponimo “Lazzaretto”, località situata a sud ovest del centro storico.
Questo periodo fu caratterizzato da frequenti dissidi con i Comuni contermini, come Calvene e Lusiana, per il possesso di territori limitrofi.

### Epoca contemporanea
Al momento della caduta della Serenissima, le truppe napoleoniche passando per Lugo per portarsi sull'Altopiano arrecarono ripetutamente danni alla popolazione e si registra l'uccisione con l'archibugio di una giovane Giovanna Grazian della frazione Mare. Nel Seicento e nell'Ottocento il paese fu colpito da gravi epidemie, come il colera e il vaiolo.
La cartiera di Lugo, sulla sponda sinistra del fiume Astico, trae le sue origini nel 1500. Dopo vari avvicendamenti di proprietà, nel 1800 venne acquisita da Bernardino Nodari che la dotò della prima macchina continua installata in Italia. La sua produzione venne premiata all'esposizione di Torino del 1884. Dopo la prima guerra mondiale passò al Gruppo Cartiere Burgo..
La denominazione del Comune fino al 1868 era Lugo; in quell'anno, per evitare confusione con altri toponimi simili presenti sul territorio italiano, fu chiamato Lugo di Vicenza.
Durante la prima guerra mondiale Lugo, con la sua posizione vicina al fronte, ospitò diversi reparti dell'esercito e Lord Cavan, capo dello stato maggiore britannico, stabilì il suo comando in Villa Godi, dove contemporaneamente soggiornò il Principe di Galles Edoardo VIII. Il fronte per l'esercito Britannico era a Bocchetta Granezza alle pendici di monte Mazze 1407 s.l.m. Lugo ospitò un ospedale della croce rossa, in via San Giorgio e altri quattro ospedaletti da campo. Nell'ospedale 053 fu convalescente Carlo Emilio Gadda che citò il fatto in un suo sonetto nel romanzo Il castello di Udine. Il paese venne più volte evacuato, ma non subì particolari danni.
Nel corso della seconda guerra mondiale avvennero alcuni tragici episodi, come quello di Mortisa,di Lore, di Marola e delle Mazze dove vennero barbaramente trucidati numerosi partigiani.
Lo sviluppo economico avvenuto a partire dal secondo dopoguerra vide il definitivo affermarsi dell'artigianato e dell'industria ed il progressivo decadere dell'agricoltura.

### Simboli
Lo stemma comunale e il gonfalone sono stati concessi con decreto del presidente della Repubblica del 20 ottobre 1998.
Il gonfalone è drappo troncato di rosso e di azzurro.

## Monumenti e luoghi d'interesse

### Architetture religiose
Chiesa dei Santi Pietro e Paolo
È situata in cima al colle di San Pietro, nei pressi di contrada Mare, facilmente raggiungibile anche a piedi.

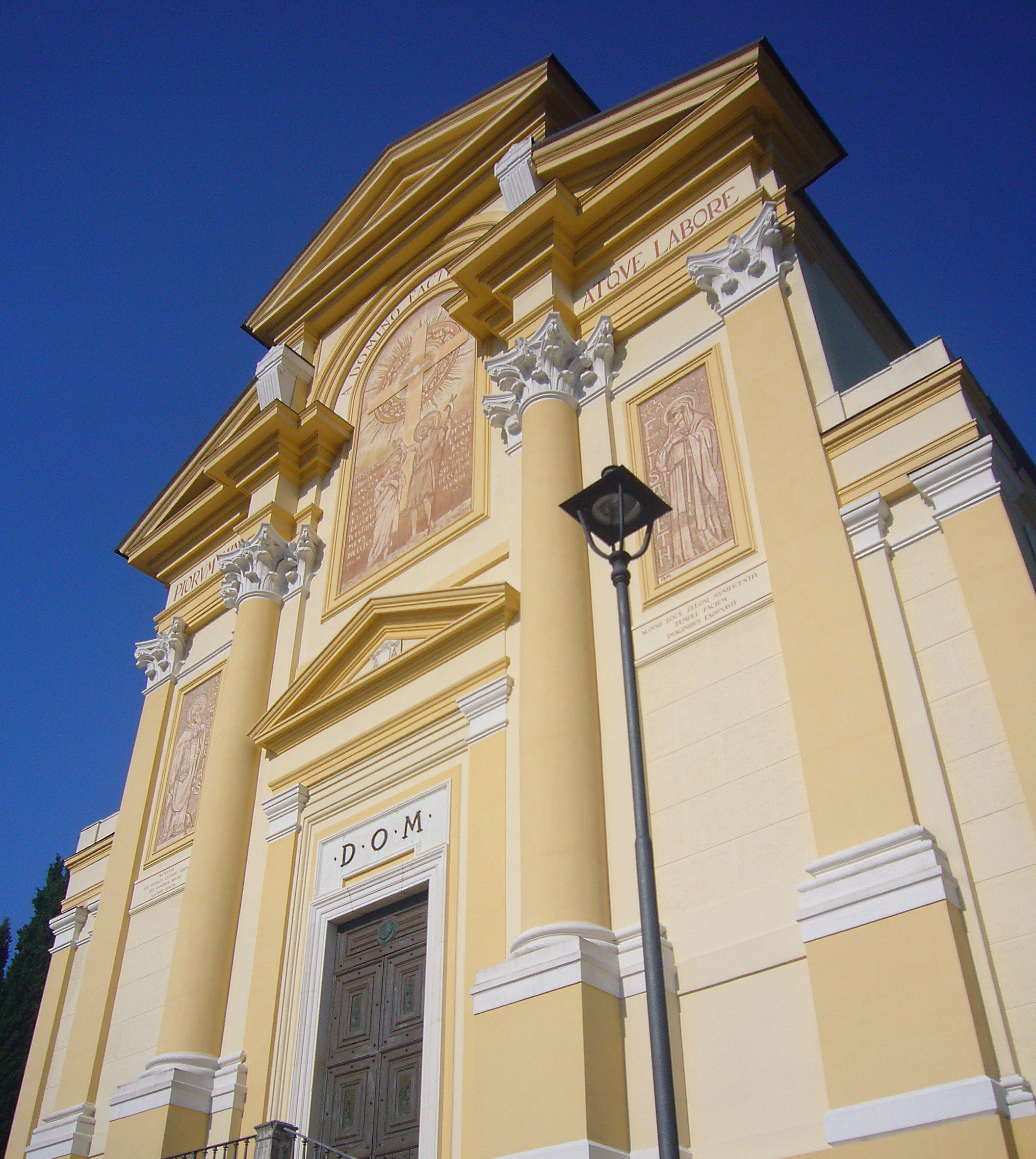
La chiesa di San Giovanni Battista

Le prime notizie dell'edificio risalgono agli inizi del Quattrocento; anche se più volte modificata, essa mantiene le linee semplici e sobrie, caratteristiche di quel tempo.
Chiesa di San Giovanni Battista, nel capoluogo
Costruita tra il 1900 e il 1926 sulle fondamenta di una chiesa preesistente, è l'attuale chiesa arcipretale di Lugo. All'interno sono conservate alcune tele dei Carpioni e "La decollazione di San Giovanni Battista" del pittore Francesco Balante di Thiene (1663-1629).
Chiesa di San Girolamo, in contrada Lonedo, del 1496
Chiesa di Santa Maria del Caravaggio, in contrada Sanguanin
Costruita nel 1894
Chiesa della Madonna di Lourdes
Costruita nel 1910
Il Calvario, in contrada Creari
Costruito sul modello del Santo Sepolcro, nel 1926
Oratorio del Santo Rosario, al Gallaro
Costruito nel 1945
Chiesa della Madonna Pellegrina, a Volpente
Costruito nel 1956
Chiesa della Maternità della B.V. Maria, a Mortisa
Costruita in stile romanico a una sola navata nel 1925, sul luogo dove sorgeva un oratorio ottocentesco demolito nel 1916 per esigenze militari.

### Architetture civili
Villa Godi Malinverni, nella frazione di Lonedo
Costruita tra il 1540 e il 1542, viene considerata la prima grande opera di Andrea Palladio, cui fu commissionata dal conte Girolamo Godi di Vicenza. Gli interni furono affrescati tra il 1552 ed il 1553 da Gualtiero Padovano, Battista del Moro Veronese, G.B. Zelotti; tra le varie tele spiccano quelle di Tiziano, del Maganza e del Borgognone. Nel 1570 il Palladio avendo valutato la bellezza e la validità del progetto architettonico di villa Godi decise di inserirlo nel suo volume I quattro libri dell'architettura. All'interno di villa Godi nella cappella gentilizia dedicata a san Carlo Borromeo in un'urna, sopra la porta d'ingresso riposano le ossa di Antonio Pigafetta, il grande navigatore vicentino.
La Villa è inoltre circondata da un grande giardino all'italiana, in cui sono state poste diverse statue, prodotte nelle scuole degli scultori Albanese e Marinali. All'interno nel 1954 il regista Luchino Visconti ha girato alcune scene del film Senso in cui recitava tra gli altri anche Alida Valli.

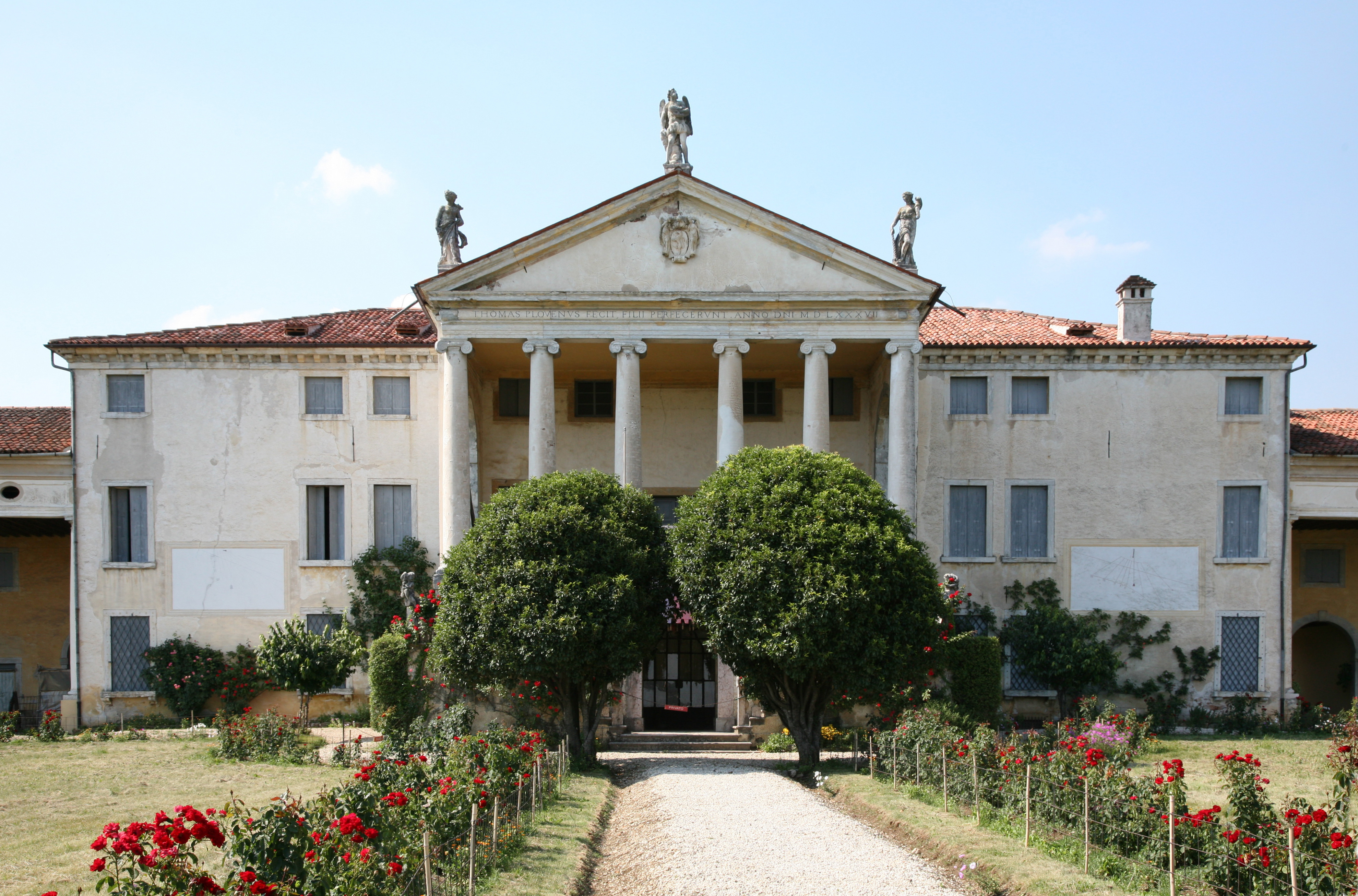
La palladiana Villa Piovene

Villa Piovene Porto Godi
Di evidente ispirazione palladiana, la villa fu commissionata nel 1541 dal conte Tommaso Piovene su un sito preesistente. Nei secoli successivi vennero fatte numerose aggiunte: nel 1587 su progetto di Antonio Muttoni, venne costruito il pronao ionico, le numerose statue sono della bottega di Orazio Marinali. successivamente il ricco portale in ferro battuto, la scalinata principale e i due porticati laterali aggettanti verso la campagna. Annesso alla villa vi è la chiesa di San Girolamo del 1496. Di grande valore naturalistico, il parco dei Covoli,(monumento nazionale)ricco di grotte naturali e piante secolari.
Cartiera Burgo

## Società

### Evoluzione demografica
Abitanti censiti

## Cultura

### Istruzione
Nel Comune di Lugo vi sono una scuola dell'infanzia statale, una scuola primaria e una scuola secondaria di primo grado.
Nel capoluogo vi è anche la Biblioteca civica, che fa parte della rete di biblioteche vicentine.
In un'ala della Villa Godi Malinverni vi è il Museo dei fossili. Fondato da Andrea Piovene nel 1852, è ricco di reperti ritrovati lungo il fiume Chiavone.
A Lugo - citato nel testo senza specificazioni - è probabilmente ambientato il famoso romanzo di Guido Piovene Le Stelle Fredde.

## Geografia antropica
Località del Comune di Lugo sono Bocchetta Granezza, Granezzetta, Boschetti, Valdellette, Brosegani, Brusamolini, Cavallo Di Sotto, Cavallo di Sopra, Sarollo, Bosco, Mare, Vesene, Bernardi, Oltrastico, Santa Maria, Cerchiarolla, Creari, Graziani, Rosa, Tripoli, Molan, Mortisa, Dardini, Lore, Boschetti, Volpente, Caldi, Canaloni, Cassogna, Lonedo che dista 1700 metri dal centro civico, Costa, Marziele, Perpiana, Bocchetta Granezza che dista 22 chilometri dal municipio, Costa, Santinei, Sioggio, San Giorgio, Colleselli, Laghetto della Campagnola 120 metri sul livello del mare, che dista 3 chilometri dal municipio, Monte mazze 1407 s.l.m. che dista 23 chilometri dal municipio. Granezzetta che dista 24 chilometri dal capoluogo.

## Amministrazione
| Periodo | Periodo   | Primo cittadino    | Partito      | Carica  | Note   |
| ------- | --------- | ------------------ | ------------ | ------- | ------ |
| 1995    | 1999      | Mario Verziaggi    | lista civica | sindaco | [ 15 ] |
| 1999    | 2004      | Valerio Lanaro     | lista civica | sindaco | [ 16 ] |
| 2004    | 2009      | Valerio Lanaro     | lista civica | sindaco | [ 17 ] |
| 2009    | 2014      | Robertino Cappozzo | lista civica | sindaco | [ 18 ] |
| 2014    | 2019      | Robertino Cappozzo | lista civica | sindaco | [ 19 ] |
| 2019    | in carica | Loris Dalla Costa  | lista civica | sindaco | [ 20 ] |

### Gemellaggi
- Ostra Vetere[senza fonte]
- Cerchiara di Calabria[senza fonte]
- Uggiano la Chiesa[senza fonte]
- Fossacesia[senza fonte]

Nel 2008 il comune di Lugo ha aderito alla lista dei comuni gemellati con la fondazione "Città della Speranza".